# اچ‌ام‌ای‌اس گلنلگ (جی۲۳۶)
اچ‌ام‌ای‌اس گلنلگ (جی۲۳۶) (به انگلیسی: HMAS Glenelg (J236)) یک کشتی بود که طول آن ۱۸۶ فوت (۵۷ متر) بود. این کشتی در سال ۱۹۴۲ ساخته شد.